# Martin Schulz
Martin Schulz (Hehlrath (hoy Eschweiler), 20 de diciembre de 1955) es un político alemán del Partido Socialdemócrata de Alemania, conocido diputado del Parlamento Europeo y Presidente del Parlamento Europeo de 2012 a 2017.

## Biografía
Es hijo de un policía local. Cursó educación secundaria en el Heilig Geist Gymnasium de Broich, población altorrenana contigua a Aquisgrán y luego anexionada al municipio de Würselen y posteriormente empezó a trabajar como empleado de librería. Quería ser futbolista profesional pero una lesión de rodilla se lo impidió. Desde 1977 Schulz trabajó en varios comercios del gremio librero y como vendedor para editoriales. En 1982 abrió en Würselen su propia librería que regentó durante doce años.

## Trayectoria política
Desde los 19 años, en 1974 militó primero en las Juventudes del Partido Socialdemócrata (SPD), formación a la que pertenecía su padre. En 1984 salió elegido concejal en el Ayuntamiento de Würselen y tres años después, en 1987 se convirtió en el alcalde de la localidad, cargo que asumió hasta 1998, haciéndolo compatible desde 1994 con su escaño en el Parlamento Europeo.

### Trayectoria en el Parlamento Europeo
Schulz tiene una larga trayectoria en Europa. Desde 1994 es diputado del Parlamento Europeo y con los años se ha convertido en uno de los miembros más conocidos de la Eurocámara por la defensa firme de sus convicciones y su estilo directo al marcar su opinión.
Ha sido jefe de filas de los socialistas en la Eurocámara, donde ha presidido el principal grupo político de la oposición parlamentaria, la Alianza Progresista de Socialistas y Demócratas (S&D). 
En 2004 sustituyó a Enrique Barón en la Presidencia del Grupo del PSE y en el mismo año fue elegido vicepresidente de la Internacional Socialista.
El 1 de enero de 2012 asumió la Presidencia del Parlamento Europeo tras el pacto alcanzado con el grupo del Partido Popular Europeo en la asamblea, tras concluir el mandato del polaco Jerzy Buzek.
En 2014 fue el candidato del Partido de los Socialistas Europeos (PES) para presidir la Comisión Europea en las Elecciones Europeas.

### Regreso a la política alemana
En noviembre de 2016 anunció que no se presentaría a la reelección como Presidente del Parlamento Europeo y su regreso a la política alemana ante las elecciones legislativas de septiembre de 2017 como candidato del SPD en Renania del Norte- Westfalia, región donde nació. El 24 de enero de 2017, Martin Schulz se convirtió extraoficialmente en el candidato del SPD a nivel nacional, luego de que Sigmar Gabriel renunciara a su candidatura y sugiriera a Schulz como candidato Gabriel declaró que  Schulz tiene "mejores opciones electorales". El 29 de enero fue designado candidato por la cúpula del Partido Socialdemócrata para las elecciones generales alemanas del próximo 24 de septiembre. El 19 de marzo fue elegido Presidente del SPD con el respaldo unánime del partido y nominado oficialmente candidato. Inicialmente su candidatura logró que el SPD recobrara apoyo popular, pero pronto el partido comenzó a bajar en las encuestas. Finalmente en las elecciones el SPD obtuvo su peor resultado histórico con un 20,5%. Tiempo después, Schulz renunció al liderazgo del partido para permitir que este entrase en una gran coalición con Merkel (lo cual entraba en conflicto con sus promesas electorales de no hacer tal cosa) y fue sucedido por Olaf Scholz.